# Parmehutu
El Partit del Moviment d'Emancipació Hutu (francès Parti du Mouvement de l'Emancipation Hutu, Parmehutu), també conegut com el Moviment Democràtic Republicà - Parmehutu (Mouvement démocratique republicain - Parmehutu, MDR-Parmehutu), va ser un partit polític a Ruanda i Burundi. El moviment va fer èmfasi en el dret de l'ètnia majoritària a governar i afirmar la supremacia dels hutus sobre els tutsis. Va ser el partit més important de la revolució hutu de 1959-61 que va portar Ruanda a convertir-se en una república independent i els Hutus van substituir als tutsis com a grup governant.

## Història
El partit fou fundat per Grégoire Kayibanda en juny de 1957 com el Moviment Social Hutu, un partit de nacionalistes hutu que van lluitar per l'emancipació de la majoria hutu oprimida. Va ser reanomenat el 25 de setembre de 1959 i va dominar les eleccions locals de 1960, guanyant 2.390 de 3.125 càrrecs electes i 160 de 229 dels burgmestres.
Les eleccions parlamentàries ruandeses de 1961 es van celebrar junt a un referèndum sobre la monarquia tutsi del Mwami Kigeri V. El MDR-Parmehutu va guanyar 35 dels 44 escons a l'Assemblea Legislativa, mentre que el referèndum va veure el final de la monarquia. Kayibanda va nomenar un govern d'hutus, i es va convertir en president després de la independència el juliol de 1962. El 1965, va ser l'únic partit legal del país i les eleccions generals ruandeses de 1965 van veure com Kayibanda va quedar-se sense oposició per a la presidència i el partit va obtenir els 47 seients de l'Assemblea Nacional.
Sota el govern de Parmehutu, els tutsis van ser severament discriminats, perseguits i massacrats repetidament, que va obligar centenars de milers de tutsis a fugir del país. Les massacres tutsis de 1963 van ser descrites per Bertrand Russell com el pitjor des de l'Holocaust; el 1967, uns altres 20.000 tutsi van ser assassinats.
En el cop d'estat de juliol de 1973, Kayibanda va ser destituït pel seu cosí general Juvénal Habyarimana qui, com altres líders del nord de Ruanda (abakonde), se sentien marginats per part del règim de Parmehutu dominat pel sud. El partit Parmehutu va ser suspès i va ser oficialment prohibit dos anys més tard quan Ruanda es va convertir en un sistema unipartidista sota el nou Moviment Republicà Nacional per la Democràcia i el Desenvolupament (MRND) de Habyarimana, dominat pels hutus del nord i nord-oest del país.